# Anastasija Krajduba
Anastasia Andrijivna Krajduba (ukrainska: Анастасія Андріївна Крайдуба), född Tjernucha (Чернуха) 15 april 1995 i Ukraina, är en volleybollspelare (vänsterspiker).
Hon deltog vid EM 2017, 2019 och 2023 med Ukrainas damlandslag i volleyboll. Hon deltog även i kvalet till EM 2015 (men inte i själva slutspelet, då Ukraina slogs ut i kvalet). Krajduba har på klubbnivå spelat med VK Kerkinitida (2011–2013), VK Chimik (2013–2018), ZHVK Jenisej (2018–2019), Budowlani Łódź (2019–2020), SK Prometej (2020–2021) och UNI Opole (2022–). Med de olika lagen har hon blivit ukrainsk mästare sex gånger. Hon utsågs till bästa vänsterspikern i Superliha (högsta serien) 2017–2018 och till bästa spelaren alla kategorier 2020–2021.